# Boukhadra
Boukhadra és un municipi (baladiyah) de la província o wilaya de Tébessa a Algèria. A l'abril de 2008 tenia una població censada de 10 701 habitants.
Està situat al nord-est del país, sobre la Serralada de l'Atles i a prop de la frontera amb Tunísia.